# Pilgrimage (álbum de Om)
Pilgrimage es el tercer álbum de estudio de la banda Om.  Es el primer lanzamiento de la banda para el sello Southern Lord. Fue grabado en Electrical Audio por Steve Albini Es el último álbum de estudio en presentar a Chris Hakius en la batería. 

## Lista de canciones
1. "Pilgrimage" – 10:33
2. "Unitive Knowledge of the Godhead" – 5:50
3. "Bhima's Theme" – 11:40
4. "Pilgrimage (Reprise)" – 4:15

## Personal
Om
- Al Cisneros – bajo, voz
- Chris Hakius – batería, percusión

Producción
- Steve Albini – producción, mezcla, ingeniería
- Bob Weston – masterización